# Taulé
Taulé település Franciaországban, Finistère megyében. Lakosainak száma 2883 fő (2022. január 1.). Taulé Henvic, Saint-Martin-des-Champs, Carantec, Guiclan, Locquénolé, Plouénan, Sainte-Sève és Saint-Thégonnec-Loc-Eguiner községekkel határos.

## Népesség
A település népessége az elmúlt években az alábbi módon változott:
| Lakosok száma | 2269 | 2722 | 2796 | 2871 | 2985 | 2985 | 2938 | 2898 | 2878 | 2883 |
|               | 1968 | 1982 | 1990 | 2006 | 2013 | 2015 | 2017 | 2019 | 2020 | 2022 |